# Volei platja als Jocs Mediterranis de 2018
La competició d'vòlei platja dels Jocs del Mediterrani de 2018 de Tarragona es va celebrar entre el 28 i el 30 de juny a la Platja Arrabassada de Tarragona. La primera aparició d'aquest esport en els Jocs del Mediterrani va ser a Almeria 2005 a Espanya.
La competició es va centrar en dues modalitats per equips, masculina i femenina.

## Medaller per categoria
| Categoria            | Or                                         | Plata                                                | Bronze                                       |
| Competició masculina | Turquia · Murat Giginoglu · Volkan Göğtepe | Itàlia · Enrico Rossi · Marco Caminati               | Turquia · Hasan Hüseyin Mermer · Safa Urlu   |
| Competició femenina  | Espanya · María Belén Carro · Paula Soria  | França · Aline Chamereau · Alexandra Johanna Jupiter | Espanya · Amaranta Fernández · Ángela Lobato |

## Medaller per país
| Posició | País    | Or | Plata | Bronze | Total |
| 1       | Turquia | 1  | -     | 1      | 2     |
| 1       | Espanya | 1  | -     | 1      | 2     |
| 3       | Itàlia  | -  | 1     | -      | 1     |
| 3       | França  | -  | 1     | -      | 1     |
| Total   | Total   | 2  | 2     | 2      | 6     |